# Historyczna Formuła 1
| Kategoria               | Wyścigi historycznych samochodów |
| Kraj/Region             | Międzynarodowe                   |
| Pierwszy sezon          | 1995                             |
| Mistrz Świata kierowców | John Delane                      |
| Strona internetowa      | historicformula1.com             |

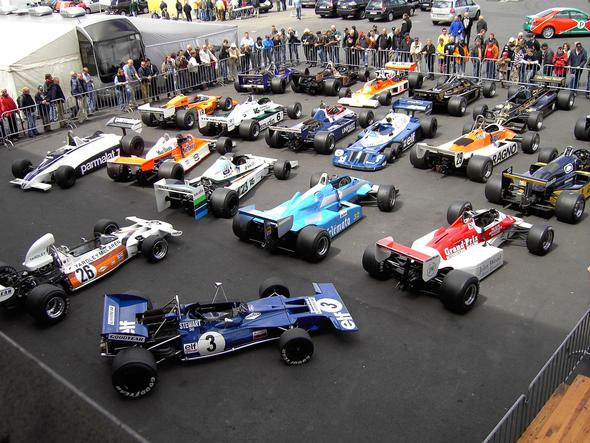
Parc fermé podczas DAMC 05 – Oldtimer Festival na torze Nürburgring w czerwcu 1995 roku

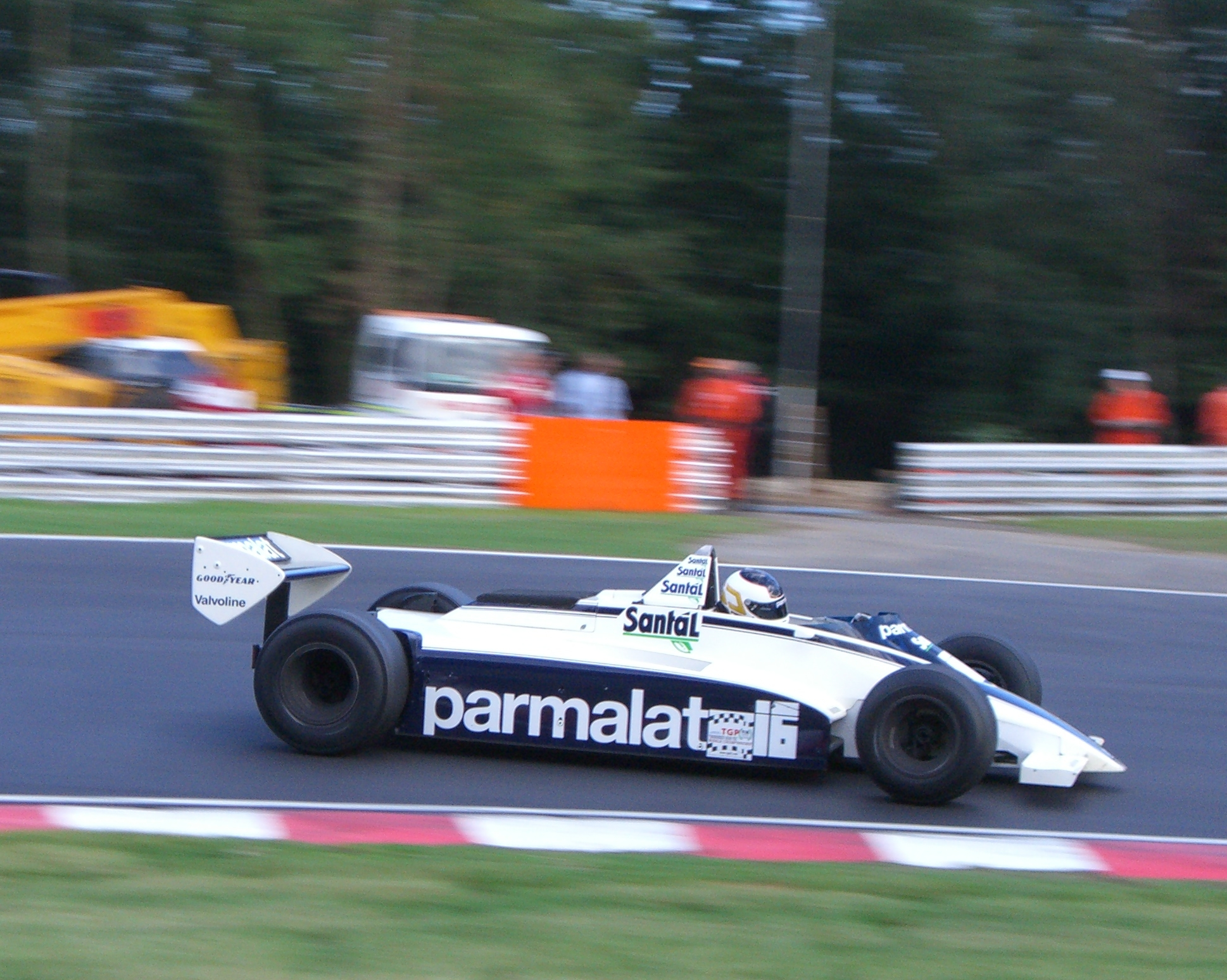
Brabham BT49D prowadzony przez Christiana Gläsela podczas wyścigu na torze Brands Hatch we wrześniu 2005 roku

Mistrzostwa Historycznej Formuły 1 (dawniej Thoroughbred Grand Prix Championship) – mistrzostwa, w których biorą udział samochody Formuły 1 z lat 60., 70. i 80. Są one usankcjonowane przez FIA. W 1994 roku zostały uznane przez FIA za oficjalne historyczne mistrzostwa Formuły 1, a w 1995 roku odbył się pierwszy sezon mistrzostw.

## Regulacje

### Podział na klasy
Mistrzostwa są podzielone na 4 klasy, ze względu na lata w których pojazd występował w Formule 1 oraz jego specyfikację techniczną.
| Klasa | Rodzaj samochodu                                            |
| ----- | ----------------------------------------------------------- |
| A     | Samochody Formuły 1 z lat 1966–1971                         |
| B     | Samochody Formuły 1 po sezonie 1971 bez efektu przyziemnego |
| C     | Samochody Formuły 1 po sezonie 1971 z efektem przyziemnym   |
| D     | Samochody Formuły 1 po sezonie 1971 z płaską podłogą        |

## Mistrzowie
| Sezon | Mistrz           | Samochód      |
| ----- | ---------------- | ------------- |
| 1995  | Martin Stretton  | Tyrrell 005   |
| 1996  | Michael Schryver | Lotus 72      |
| 1997  | Bob Berridge     | RAM 01        |
| 1998  | Bob Berridge     | Williams FW08 |
| 1999  | Bob Berridge     | Williams FW08 |
| 2000  | Martin Stretton  | Tyrrell P34   |
| 2001  | John Bladon      | Surtees TS9   |
| 2002  | Mike Whatley     | Ensign N175   |
| 2003  | Mike Wrigley     | Tyrrell 012   |
| 2004  | Rodrigo Gallego  | March 761     |
| 2005  | Christian Gläsel | Brabham BT49  |
| 2006  | Steve Hartley    | Arrows A6     |
| 2007  | Steve Hartley    | Arrows A6     |
| 2008  | Mauro Pane       | Tyrrell P34   |
| 2009  | Bobby Verdon-Roe | McLaren M26   |
| 2010  | Peter Meyrick    | March 761     |
| 2011  | John Delane      | Tyrrell 002   |